# Vierge à l'Enfant de Paule
La Vierge à l'Enfant de la chapelle Notre-Dame à Paule, une commune du département des Côtes-d'Armor dans la région Bretagne en France, est une sculpture créée au XVIe siècle. La Vierge à l'Enfant en bois polychrome est classée monument historique au titre d'objet le 10 mars 1966. 
La sculpture en bois avec une peinture moderne représente une Vierge debout sur un socle, orné d'un personnage.     